# Станко Обад
Станко Обад (Пула 28. јануар 1911 — Загреб 23. јануар 1979) је био ваздухопловни инжењер, конструктор летелица и ракета. Са конструкцијама једрилица достигао је сам светски врх.

## Биографија
Станко Обад је основну школу похађао је у Трсту, Крању и Загребу у којем је и матурирао 1931. године. Током 1936. и 1937. радио је у Загребу на преправци авионете (ултралаког авиона) Небеска Ваш (Mignet HM.14) коју није завршио до рата априла 1941. године. Припремни испит на Машинском одсеку ТФ у Загребу положио је 1937, али га је љубав према ваздухопловству одвела у Београд и студије наставио на тек основаној Ваздухопловној групи ТФ у Београду. Још као студент, конструисао је 1938. школско-тренажну једрилицу Муса ОС-2, чији је прототип израђен у Радионици Академског аероклуба у Београду а летео је у једриличарском цетру на Златибору. Укупно је направљено 4 примерка, по два у Београду и Загребу.
У току рата запослио се као техничар у Аеропланској радионици у Загребу и Светој Недељи. Одмах после ослобођења 1945. вратио се у Београд где је наставио студије и дипломирао октобра 1946. године. Убрзо је ангажован у конструкторском бироу бр. 4 ГДВИ у којој је са професором С. Милутиновићем радио на разради пројекта авиона тип 214. У Конструкционом бироу Икаруса је радио до половине 1955. године на разним ваздухопловним конструкцијама. Када се овај биро затвара он прелази у КБ Соко из Мостара који је отворен у Земуну јер многи инжењери и техничари нису хтели да пређу у Мостар. У овом биро је Обад радио до 1958. године. Од марта 1958. до августа 1968. радио је у Ракетном институту у Београду а затим од септембра 1968. Обад је сарађивао и са Аеротехничким заводом (АТЗ) у Загребу на реконструкцији спортског авиона В-55 (Вајић 55). Каријеру је завршио у грађевинском предузећу „Југомонт-Југобетон“ на увођењу нових технологија.

## Списак летелица на којима је радио
- Муса СО-2 је једноседа ваздухопловна једрилица, мешовите конструкције (дрво и платно). Направљена је на основу планова студента технике Станка Обада у Краљевини Југославија 1938. године а намењена је обуци и тренажи спортских пилота и једриличара.
- Муса Кесеђија СО-3 је једноседа ваздухопловна једрилица, мешовите конструкције (дрво и платно). Направљена је на основу побољшане верзије предратне једрилице Муса СО-2 Станка Обада.
- Икарус 214 је југословенски вишенаменски двомоторни авион који је био у служби ЈРВ-а од 1951. до 1967. године. Инж. Станко Обад од 1947. са Проф. С. Милутиновићем ради на разради пројекта овог авиона.
- Орао је високо способна једрилица Отворене класе. Једрилица је једноседа саграђена од дрвета а производила се на основу планова које су направили инжењери Борис Цијан и Станко Обад у Југославији 1949. године (Икарус из Земуна) а намењена је спортским такмичењима и тренажи пилота једрилица.
- Икарус Метеор је једноседа такмичарска једрилица потпуно металне конструкције са увлачивом амортизационом скијом и точком за слетање испод трупа. Производила се на основу планова које су направили инжењери Борис Цијан, Станко Обад и Михо Мазовец у фабрици Икарус у Земуну 1956.
- Скакавац је жицом вођени против тенковски пројектил пројект почет 1958. године.